# Adam Wiślicki

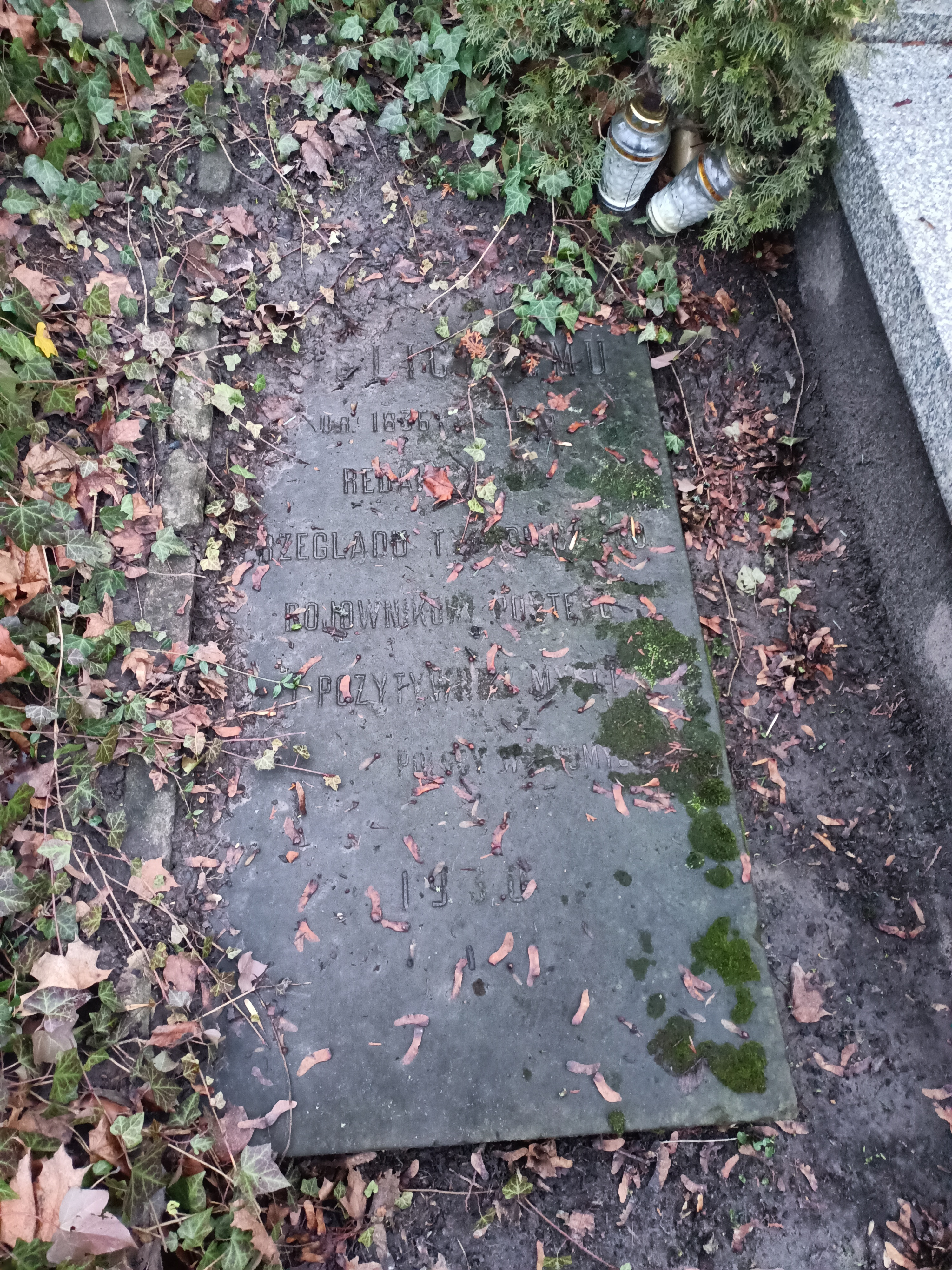
Grób Adama Wiślickiego na cmentarzu Powązkowskim w Warszawie

Adam Wiślicki (ur. 24 grudnia 1836 w Warszawie, zm. 29 lipca 1913 tamże) – polski dziennikarz i publicysta, encyklopedysta.

## Życiorys
Po ukończeniu gimnazjum pisał do „Gazety Codziennej” i „Księgi Świata”. W 1866 roku założył, wydawał oraz przez cały okres redaktorem Przeglądu Tygodniowego Życia Społecznego, Literatury i Sztuk Pięknych, na łamach którego ogłosił kilka artykułów programowych „młodych pozytywistów” (m.in. Groch na ścianę. Parę słów do całej plejady zapoznanych wieszczów naszych z nr 49 z 1867).
Był redaktorem naczelnym Podręcznej encyklopedii powszechnej według 5-go wydania Encyklopedii Meyera wydanej dwukrotnie w języku polskim w Warszawie w latach 1873–1901 .
Był synem pisarza Józefa Mikołaja i Michaliny z Jopkiewiczów, a bratem kompozytora Władysława.
Został pochowany na cmentarzu Powązkowskim (kwatera 98-6-19).